# Anaxita tricoloriceps
Anaxita tricoloriceps là một loài bướm đêm thuộc phân họ Arctiinae, họ Erebidae.